# Éric Tarrade
Pour les articles homonymes, voir Tarrade.
Éric Tarrade, né le 14 août 1963 à Périgueux, en Dordogne, en France, est un écrivain français, auteur de roman policier.

## Biographie
De 1983 à 1986, il fait des études de lettres et de psychologie à l'université du Mirail à Toulouse. Il est ensuite documentaliste à la cinémathèque française, au palais de Chaillot, à Paris jusqu'en 1990. Puis, il part pour Bayonne et reprend des études de comptabilité.
En 1999, il publie son premier roman, Gueule de bois. Selon Claude Mesplède, « conduit sans temps mort, dans un style élégant ponctué de dialogues bien venus, ce récit à la fois noir, violent, mais aussi plein d'humour, est une réussite qui tient le lecteur en haleine jusqu'au bout ». Pour sa part, Jean-Marc Laurent, dans La Montagne, estime que « pour un premier polar, Éric Tarrade tape en plein dans le mythe. Il a visiblement beaucoup lu les Américains et tous les Français de la bande à Manchette ».
En 2001, Éric Tarrade anime un atelier d'écriture pour des allocataires du RMI périgourdins qui donne lieu à la parution du recueil Rien ne va plus.
En 2005, il participe au recueil Noirs quartiers, édité par L'Ours polar, dans le cadre de l’opération initiée par la ville de Blanquefort, "Toute la ville écrit".

## Œuvre

### Romans
- Gueule de bois, Atout éd., coll. « Pique rouge » (1999)  (ISBN 2-912742-07-2)
- Château galère, Atout éd., coll. « Pique rouge » (2000)  (ISBN 2-912742-13-7)

### Recueils de nouvelles
- Rien ne va plus, La Suite dans les idées (2001)  (ISBN 2-912244-05-6) [sous sa direction]
- Un ange en enfer suivie de La Fausse Blonde, Éditions de La Lauze, coll. « Fiction » (2003)  (ISBN 2-912032-53-9)
- Noirs quartiers,  L'Ours polar (2005)  (ISBN 2-9524118-0-8) (écrit en collaboration avec Stephanie Benson, Philippe Cougrand et Hervé Le Corre)

### Autres ouvrages
- Venin, place du Maucaillou, Éditions Autrement, coll. « Noir urbain » (2004)  (ISBN 2-7467-0587-7)
- A 89, bande d'amour d'urgence, Éditions de La Lauze (2006)  (ISBN 2-35249-002-2)

## Sources
: document utilisé comme source pour la rédaction de cet article.
- Claude Mesplède (dir.), Dictionnaire des littératures policières, vol. 2 : J - Z, Nantes, Joseph K, coll. « Temps noir », 2007, 1086 p. (ISBN 978-2-910-68645-1, OCLC 315873361), p. 860-861.